# Wu-i
Wu-i je pohoří na severní hranici čínské provincie Fu-ťien s provincií Ťiang-si. Pokrývá plochu okolo 60 km². Celá oblast okolo pohoří je unikátní pro své zachované subtropické lesy. Nachází se zde i řada archeologických lokalit, pročež bylo pohoří roku 1999 zařazeno na Seznam světového dědictví UNESCO jak jako přírodní, tak i kulturní dědictví. Území o rozloze 56 527 ha bylo již v roce 1987 zapsáno na seznam biosférických rezervací UNESCO.